# Гайда Павло Ігорович
Отець Павло Гайда (22 жовтня 1964, Беттл Крік, Мічиган США — 4 вересня 2007, Чикаго, Іллінойс, США) — священник УГКЦ, теолог і громадський діяч. Один з перших висвячених священників після виходу УГКЦ з підпілля. Був делегатом від Чиказької єпархії на IV сесії Патріаршого собору УГКЦ у Києві 13–19 серпня 2007 року.

## Життєпис
Отець Гайда навчався у семінарії коледжу св. Василія у Стемфорді (штат Коннектикут), де 1986 року здобув ступінь бакалавра філософії. В 1991 році він здобув ступінь магістра в Чиказькому університеті Католицької богословської спілки. Викладав релігію при Українській католицькій школі та співав у хорі. Він також був викладачем у Школі нового навчання при Університеті Святого Павла.
Отець Павло Гайда побрався із Христиною у 1991 р. Оскільки на той час в Америці католицьким священникам було заборонено приймати сан священства, на запрошення владики Володимира Стернюка їде в Україну, щоб там з його рук отримати священничі свячення. Свячення відбулися у Львові в Соборі св. Юра — в тій самій церкві, де свого часу був висвячений його дідусь, о. Ярослав Княгиницький (нащадок святого Йова Манявського). Після цього о. Павло 3 місяці був священником у селі Калинівка на Яворівщині, а після народження першого сина повернувся до Америки.

### Пласт
Отець Павло записався до пласту новаком у 1970 року в Брюсселі, Бельгія. У 1976 році склав першу пластову присягу в м. Сент-Луїс, США, та був активним в юнацтві, до вступу в семінарію (1982).
Після народження сина Юліяна у 1992 році отець Павло став членом куреня 35-го куреня УСП «Побратими». 1999 року став капеляном середзахідних станиць пласту в США. У 2005 році став курінним 37-го куреня УПС «Побратими» і залишився на цій посаді до смерті.
Отець Павло роками приїздив на пластові табори, зокрема на оселю «Писаний Камінь» щоб відправляти Святу Літургію.

## Смерть
Отець Павло Гайда, парох церкви св. Йосифа, загинув у Чикаґо в дорожній катастрофі на 42 році життя. Панахиду за покійним відслужили владики Річард (Семінак) (УГКЦ) та Ніколас Самра (Мелькітська греко-католицька церква) у співслужінні 30 священників і великого церковного зібрання.